# Pasieka-Słabodka
Pasieka-Słabodka (biał. Пасека-Слабодка; ros. Пасека-Слободка, Pasieka-Słobodka; pol. hist. Pasieka) – wieś na Białorusi, w obwodzie homelskim, w rejonie kormańskim, w sielsowiecie Starahrad, nad Dobryczą.

## Historia
W XIX i w początkach XX w. słoboda położona w Rosji, w guberni mohylewskiej, w powiecie rohaczewskim, w gminie Dowsk. Następnie w granicach Związku Sowieckiego. Od 1991 w niepodległej Białorusi.